# Tympanogaster finniganensis
Tympanogaster finniganensis är en skalbaggsart som beskrevs av Perkins 2006. Tympanogaster finniganensis ingår i släktet Tympanogaster och familjen vattenbrynsbaggar. Inga underarter finns listade i Catalogue of Life.